# Les Voisins (film, 1987)
Pour les articles homonymes, voir Les Voisins (homonymie).
Pour plus de détails, voir Fiche technique et Distribution.
Les Voisins est un téléfilm québécois réalisé par Micheline Guertin et diffusé le 27 septembre 1987 à Radio-Québec.
Écrite pour la scène en 1980 par Claude Meunier et Louis Saia, la pièce Les Voisins est adaptée par la réalisatrice Micheline Guertin, devenue un classique.

## Synopsis
Trois couples se donnent rendez-vous chez l'un d'eux pour une soirée de projection de diapositives. Mais personne ne prend plaisir à cette soirée, où triomphe la banalité des échanges : c'est une socialisation forcée par les liens du voisinage, dépourvue d'empathie ou de sincérité. Une crise cardiaque vient troubler l'ennui de la rencontre.

## Fiche technique
- Titre original : Les Voisins
- Réalisateur : Micheline Guertin
- Durée : 99 minutes

## Distribution
- Marc Messier : Bernard
- Serge Thériault : Georges
- Rémy Girard : Fernand
- Louise Richer : Luce
- Muriel Dutil : Jeanine
- André Ducharme : Junior
- Paule Baillargeon : Laurette
- Marie Charlebois : Suzy
- Jules Belliard : voisin
- Louise Bérubé : voisine
- Gaston Caron : voisin
- Jean-Marc Cereghetti : voisin
- Francine Guénette : voisine
- Gérard Hains : voisin
- Estelle Holmes : voisine